# Kåseberga
Kåseberga is een plaats in de gemeente Ystad in het Zweedse landschap Skåne en de provincie Skåne län. De plaats heeft 1950 inwoners (2005) en een oppervlakte van 12 hectare.
Op de heuvel Kåsehuvud in de buurt van de plaats ligt het megaliet Ales stenar.